# کنستانتین گرگوری
کنستانتین گرگوری (انگلیسی: Constantine Gregory؛ زادهٔ ۱۶ سپتامبر ۱۹۴۲) بازیگر و صداپیشه اهل ایالات متحده آمریکا است.
از فیلم‌ها یا برنامه‌های تلویزیونی که وی در آن نقش داشته‌است می‌توان به مجموع همه ترس‌ها، رولت روسی، ماشنکا، آخرین امپراتور، گولدن‌آی، الماس‌ها ابدی‌اند، تیتوس، شوالیه‌های شانگهای، بی‌عیب، خون: آخرین خون‌آشام و ۱–۹۹ اشاره کرد.